# Eriosporopsis albida
Eriosporopsis albida är en svampart som beskrevs av Petr. 1947. Eriosporopsis albida ingår i släktet Eriosporopsis, divisionen sporsäcksvampar och riket svampar.   Inga underarter finns listade i Catalogue of Life.